# Bernhard Wirth (Fußballspieler)
Bernhard Wirth (* 24. April 1935) ist ein ehemaliger deutscher Fußballspieler. Der Amateurfußballer des oberfränkischen VfB Helmbrechts kam am 21. Mai 1956 zu einem Einsatz in der deutschen Fußballnationalmannschaft der Amateure beim Länderspiel in München gegen Schottland.

## Laufbahn
Wirth spielte in den fünfziger und sechziger Jahren für den VfB Helmbrechts. In der Saison 1954/55 gewann er mit seinem Verein in der 1. Amateurliga Nordbayern die Meisterschaft. Da sich die „Rothosen“ aus der kleinen Stadt im damaligen Landkreis Münchberg auch in der Aufstiegsrunde durchsetzten, gelang der Einzug in die 2. Liga Süd. Wirth feierte 1955 noch zusätzlich mit der Auswahl des Bayerischen Fußballverbandes den Sieg mit 5:2 Toren im Länderpokal gegen die Vertretung von Westfalen. Er spielte rechter Außenläufer im damaligen WM-System an der Seite von Mittelläufer Rudolf Meßmann und dem linken Außenläufer Fritz Semmelmann. Durch gute Leistungen in der Debütsaison in der Zweiten Liga Süd, 1955/56, – der VfB konnte mit dem 16. Rang knapp den Klassenerhalt erreichen – kam er am Rundenende auch zu einer Berufung in die deutsche Fußballnationalmannschaft der Amateure. Beim 4:1-Erfolg der DFB-Amateurauswahl bildete er zusammen mit Ludwig Landerer (Mittelläufer) wiederum mit dem Bayreuther Semmelmann die Läuferreihe der von Spielführer Herbert Schäfer angeführten Elf. Mit dem VfB Helmbrechts spielte Wirth bis zur Auflösung der 2. Liga nach der Saison 1962/63 durch Neueinführung der Fußball-Bundesliga und der Fußball-Regionalliga Süd zur Saison 1963/64, im Unterbau der damals erstklassigen Fußball-Oberliga Süd.
Die beste Platzierung mit Helmbrechts in der 2. Liga Süd erlebte der torgefährliche und technisch versierte Spielmacher in der Saison 1959/60 mit dem Erreichen des vierten Ranges. Der VfB hatte nach 17. Spieltagen mit 25:9 Punkten die Tabelle angeführt. In der Elf von Trainer Bruno Büchner waren mit Torhüter Fritz Billing und Mittelläufer Josef Bauerschmidt auch noch weitere Leistungsträger vorhanden gewesen. Am 34. und letzten Spieltag gewann Helmbrechts das Heimspiel gegen den Meister und Oberligaaufsteiger SV Waldhof Mannheim – mit Wolfgang Höfig, Rolf Lederer, Klaus Sinn, Herbert Lehn – im heimischen Sportplatz Frankenwald mit 3:1 Toren. Auf Halbrechts erzielte Bernhard Wirth einen Treffer dazu. Die SpVgg Bayreuth – mit Fritz Semmelmann und Johann Zeitler – und der BC Augsburg – mit Helmut Haller und Ulrich Biesinger – belegten hinter Helmbrechts den fünften beziehungsweise den sechsten Rang.
Bernhard Wirth spielte 1975 das letzte Mal international beim 1:1 der DFB-Altinternationalen gegen Österreich.